# Reichsstraße 128
Die Reichsstraße 128 (R 128) war bis 1945 eine Staatsstraße des Deutschen Reichs. Sie verlief in Nord-Süd-Richtung durch die gesamte Provinz Ostpreußen und verband das Ostseebad Cranz (heute russisch Selenogradsk) mit Masuren und Ortelsburg (heute polnisch: Szczytno) und wurde während der Besetzung Polens 1939–1945 bis nach Nowy Dwór Mazowiecki (Neuhof bzw. Bugmünde) nahe Warschau verlängert. Die Gesamtlänge der Straße betrug 329 Kilometer.
Heute führt die Trasse der früheren R 128 durch die Staatsgebiete von Russland (Oblast Kaliningrad) und Polen (Woiwodschaften Ermland-Masuren und Masowien). Die alte R 128 wird heute ersetzt durch die Straßenbezeichnungen A 191 und A 195 in Russland, sowie DK 51, DK 57, DK 50, DK 7 und zwischendrin DW 616 in Polen.

## Straßenverlauf der R128
A 191 (heutige russische Fernstraße A 191):
Provinz Ostpreußen (heute: Oblast Kaliningrad):
Landkreis Samland (Fischhausen) (heutiger Rajon Selenogradsk):
- Cranz (Selenogradsk)
- Bledau (Sosnowka)
- Laptau (Muromskoje)
- Mollehnen (Kaschtanowka)
- Schreitlacken (Morschanskoje)
- Schugsten (Berjosowka)

Landkreis Samland (Königsberg) (heute Rajon Gurjewsk (Neuhausen)):
- Trutenau (Medwedewka)
- Nesselbeck (Orlowka)

Stadtkreis Königsberg (heute Stadt Kaliningrad):
- Königsberg (Preußen) (Kaliningrad) (Anschluss:  Reichsstraßen R 1, R 126, R 131 und R 143)

A 195 (Fernstraße A 195):
- Ludwigswalde (Lesnoje)

Landkreis Preußisch Eylau (heutiger Rajon Bagrationowsk):
- Wickbold (Otwaschnoje)
- Wittenberg (Niwenskoje)
- Arweiden (Lineinoje)
- Jesau (Juschny)
- Groß Lauth (Newskoje)
- Mühlhausen (Gwardeiskoje)
- Knauten (Prudki)
- Perkuiken (Berjosowka, bis 1992: Solnzewo)
- Leidtkeim (Bolschakowskoje)
- Schmoditten (Rjabinowka)
- Schloditten (Sagorodnoje)
- Preußisch Eylau (Bagrationowsk) (Anschluss: R 134)

o heutige Russisch-polnische Grenze (Grenzübergangsstelle Bagrationowsk (RUS) / Bezledy (PL)) o
 (heutige polnische Landesstraße DK 51):
(heutige Woiwodschaft Ermland-Masuren):
(heutiger Powiat Bartoszycki):
- Perguschen (Piergozy)
- Beisleiden (Bezledy)
- Karolinenhof (Karolewko)
- Klein Kärthen (Kiertyny Małe)

Landkreis Bartenstein:
- Bartenstein (Bartoszyce) (Anschluss: R 135 und R 142)
- Plensen (Plęsy)

 (heutige DK 57):
- Klein Schwaraunen (Szwarunki)
- Groß Schwaraunen (Szwaruny)
- Minten (Minty)
- Gallingen (Galiny)
- Zanderborken (Borki Sędrowskie)

Landkreis Heilsberg:
- Wuslack (Wozławki)

Landkreis Rößel
- Bischofstein (Bisztynek)
- Klackendorf (Troszkowo)

(heutiger Powiat Olsztyński (Allenstein)):
- Trockener Wald (Sucholasek)
- Lautern (Lutry)
- Görkendorf (Górkowo)
- Teistimmen (Tejstymy)
- Groß Bößau (Biesowo)
- Bischofsburg (Biskupiec) (Anschluss: R 127 und R 141)

- Zabrodzin/Schöndorf (Zabrodzie)

Landkreis Ortelsburg (heute Powiat Szczycieński):
- Forsthaus Rudzisken/Rudau (Rudziska (osada leśna))
- Haasenberg (Labuszewo)
- Dimmern (Dymer)
- Geislingen (Gisiel)
- Augusthof (Augustowo)
- Sczepanken/Stauchwitz (Szczepankowo)
- Mensguth, Dorf (Dżwierzuty)
- Leynau/Leinau (Linowo)
- Klein Schöndamerau (Trelkówko)
- Eichthal (Dębówko)
- Lindenberg (Lipowa Góra Zachodnia)
- (Ortelsburg-)Beutnerdorf (Szczytno-Bartna Strona)
- Ortelsburg (Szczytno) (Anschluss: R 134)
- Neu Schiemanen (Nowiny)
- Groß Schiemanen (Szymany)
- Klein Schiemanen (Szymanki)
- Willenberg (Wielbark)
- Groß Piwnitz/Großalbrechtsort (Piwnice Wielkie)

(heutige Woiwodschaft Masowien):
(heutiger Powiat Przasnyski):
- Flammberg (Opaleniec)

o bis 1939: Deutsch-polnische Grenze o
Landkreis Zichenau:
- Chorzele
- Rębielin

 (heutige DW 616):
- Krzynowła Mała
- Grudusk (Anschluss: R 382)

 (heutige DK 50):
(heutiger Powiat Ciechanowski):
- Ciechanów (1939–45: Zichenau) (Anschluss: R 388)

(heute Powiat Płoński):
- Sochocin

Landkreis Plöhnen:
- Płońsk (1939–45: Plöhnen)

 /  (heutige DK 7 und Europastraße 77):
- Szczytno

(heutiger Powiat Nowodworski (Masowien)):
- Nowy Dwór Mazowiecki (1939–42: Neuhof, 1942–45: Bugmünde) (→ Warschau)